# Крафтисрид
Крафтисрид (њем. Kraftisried) општина је у њемачкој савезној држави Баварска. Једно је од 45 општинских средишта округа Осталгој. Према процјени из 2010. у општини је живјело 732 становника. Посједује регионалну шифру (AGS) 9777144.

## Географски и демографски подаци
Крафтисрид се налази у савезној држави Баварска у округу Осталгој. Општина се налази на надморској висини од 820–911 метара. Површина општине износи 16,2 km². У самом мјесту је, према процјени из 2010. године, живјело 732 становника. Просјечна густина становништва износи 45 становника/km².